# Védegylet (civil szervezet)
A Védegylet Egyesület magyar zöldpolitikai társadalmi szervezet.

## Célkitűzései
Bemutatkozásuk szerint nem a hatalmat kívánják megragadni, hanem az emberek képzeletét.
A Védegylet jelszava azt a nézetet tükrözi, hogy remélni csak azt lehet, amit el is tudunk képzelni. Azt szeretnék, ha élhető várost és vidéket teremtenénk és hagynánk utódainkra. Ehhez javaslatokat, terveket készítenek, de ha kell, támogatják a helyi közösségek fellépését a természeti és kulturális örökségünk védelmében és a jogukban, hogy az őket közvetlenül érintő döntésekről információt kapjanak, azokba beleszólhassanak.
Feladatuknak tekintik a közvélemény tájékoztatását, a döntéshozók meggyőzését, a Jövő Nemzedékek képviseletét. A Védegylet sokszínű ökopolitikája komplett világnézetet, ökofilozófiát takar, a pártpolitikai frontvonalakon túlra mutat. A Védegylet túllép a hagyományos „zöld” környezetvédelmen, tevékeny a Zengőtől a nemzetközi kereskedelem témájáig, a fenntartható mezőgazdaságtól az egészségügyig, azért küzd, hogy Magyarországon a demokrácia ne csak papíron létezzen.
A politikát többnek tekintik a pártok világánál; egy olyan demokráciában hisznek, ahol érték az állampolgári részvétel és a környezettudatos magatartás, a fenntarthatóság pedig alapvető szempont és cél a politikai döntéshozatalban. Gyakran sürgető feladatokba vágnak bele: a Védegylet 2000-ben jött létre, amikor a tiszai ciánszennyezés országszerte sokkolta az embereket, és sokakat ébresztett annak tudatára, hogy nem így képzeltük a magunk és gyermekeink jövőjét. Szakértőként közreműködnek, lobbiznak, de szükség esetén utcai akciókat szerveznek vagy köztársasági elnököt javasolnak (mint írják, „ott vagyunk mindenhol: nyakkendőben, utcán, fán”).

## Tevékenységei

### Jövő Nemzedékek Képviselete
Felkérésükre Sólyom László törvényjavaslatot dolgozott ki a jövő nemzedékek országgyűlési biztosa intézményéről. A törvényjavaslatot az Országgyűlés elfogadta. Az elfogadásig a Jövő Nemzedékek Képviselete (JŐNEK) civil szervezetként járt el utódaink jogos öröksége érdekében. Jogszabály-módosításokra tett javaslatokat, és éves jelentésben számolt be a képviselt ügyekről.

### Budapest és környéke
Nagy figyelmet fordítanak Budapest és az agglomeráció környezetvédelmi állapotára, különösen a zöldterületek védelmére. Együttműködnek a fővárosi és több kerületi önkormányzattal a környezetvédelmi szempontok hatékonyabb érvényesítése érdekében.

### Politikai állásfoglalások
Füzetek formájában megjelent, a politika számos területét érintő állásfoglalásaik egy fenntartható, élhető és szerethető jövő alternatíváját körvonalazzák. Tartalmazzák azokat az alapelveket és gyakorlati célkitűzéseket, melyek nyilvános képviseletére vállalkoznak.
Rendszeres médiamegjelenésükkel szeretnék segíteni a közvélemény és a véleményformáló értelmiség tájékoztatását, a környezettudatos gondolkodás Nyugat-Európában már mindennapos megjelenését Magyarországon.

### Munkacsoportok
Több munkacsoportjuk működik folyamatosan. Ilyen például a Helyi Ügyek, vagy az Alternatív Gazdaság és Globalizációkritika.
2005 februárjában a Sólyom For President munkacsoportjuk kampányt indított Sólyom László köztársasági elnökké választásáért. Június 7-én munkájukat siker koronázta: a parlamenti képviselők zöld köztársasági elnököt választottak.
Kisközösségek Átalakulásban programjukban alulról szerveződő, jó gyakorlattal* rendelkező közösségeket, településeket, csoportokat kötnek össze abból a célból, hogy megismerjék egymást, tanuljanak egymás tapasztalataiból.

### Demonstrációk
Ha szükséges, nemcsak elméleti munkával, de utcai akciók szervezésével is törekednek céljaik elérésére. Roosevelt téri fák, elviselhetetlen autóforgalom (autómentes nap), lakóparkoknak föláldozott erdők (búcsújárás, pomázi rét), pazarló fogyasztásnak föláldozott ünnepek (vásárolj kevesebbet, adj többet!), megszüntetett televíziós zöldműsorok (Baló Világ).

### Konferenciák, vitaestek, előadások, beszélgetések
Elősegítették a magyarországi egyházak és a környezetvédők közötti párbeszédet és vitaesteket szerveztek vezető politikusok részvételével országgyűlési képviselők és főpolgármester választás idején.
A Sziget Fesztiválon programjaikat mutatják be mind a hazai, mind a külföldi Szigetlakóknak.

## Külső hivatkozások
- www.vedegylet.hu Archiválva 2022. március 27-i dátummal a Wayback Machine-ben